# Daryl Sharp
Daryl Sharp (Toronto, Ontario, Canadá, 2 de enero de 1936-8 de octubre de 2019) fue un psicoterapeuta y analista junguiano canadiense.

## Biografía
El analista junguiano, editor y autor nació en Regina, Saskatchewan, hijo de Emery y Marion Sharp. Tenía un hermano mayor y la familia se mudaba con frecuencia, pasando tiempo en cada provincia. Obtuvo una licenciatura en Matemáticas y Física, y otra en Periodismo, en la Universidad de Carleton en Ottawa, así como una maestría en Literatura y Filosofía de la Universidad de Sussex en Brighton, Inglaterra.
Mientras estuvo en Inglaterra trabajó como profesor y como escritor/editor para editoriales londinenses. Se reunía con amigos británicos y canadienses expatriados en el lugar de reunión local para escritores, artistas y actores. También conoció y se casó con Barbara Latham, su esposa durante 13 años, con quien tuvo tres hijos. Vivieron en Londres, Devon, Heyshott y Dijon, Francia, luego regresaron a Canadá a Burlington, Ontario, en 1969. Posteriormente fundó la influyente Cooperativa de Dramaturgos de Canadá.
Daryl comenzó a formarse en el C.G. Jung-Institut Zürich en 1974, y tras graduarse en 1978 regresó a Canadá de nuevo para iniciar una práctica analítica en Toronto. En 1980, comenzó su mayor obra de amor: Inner City Books, una editorial dedicada exclusivamente al trabajo de la psicología junguiana. Daryl escribió más de 30 títulos. También cofundó la Asociación de Analistas Jungianos de Ontario. Daryl conoció a Victoria Cowan, con quien tuvo un cuarto hijo y que también se convirtió en editora senior de Inner City Books. Pasaron un tiempo en su casa de campo de Manitoulin, donde Daryl se inspiró para muchas escenas y personajes de sus libros. Su negocio editorial floreció mientras Daryl continuaba con su exitosa práctica como analista junguiano. Con frecuencia se le pedía que diera conferencias como invitado para asociaciones junguianas en Toronto, Estados Unidos y Europa.

## Obra
Como editor abarcó las obras de numerosos analistas junguianos, entre los que destacan Marie-Louise von Franz (quien amablemente aceptó ser su mecenas), Marion Woodman, Edward F. Edinger, Anthony Stevens, James Hollis y J. Gary Sparks, en total unos 150 títulos, todos junguianos.
Su propia obra la conforman más de treinta títulos, siendo los siguientes:
- The Secret Raven: Conflict and Transformation. ISBN 0-919123-00-7. 1980.
- Personality Types: Jung’s Model of Typology. ISBN 0-919123-30-9. 1987.
- The Survival Papers: Anatomy of a Midlife Crisis. ISBN 0-919123-34-1. 1988.
- Dear Gladys: The Survival Papers, Book 2. ISBN 0-919123-36-8. 1989.
- Jung Lexicon: A Primer of Terms & Concepts. ISBN 0-919123-48-1. 1991.
- Getting To Know You: The Inside Out of Relationship. ISBN 0-919123-56-2. 1992.
- Chicken Little: The Inside Story (A Jungian Romance). ISBN 0-919123-62-7. 1993.
- Who Am I, Really?: Personality, Soul and Individuation. ISBN 0-919123-68-6. 1995.
- Living Jung: The Good and the Better. ISBN 0-919123-73-2. 1996.
- Jungian Psychology Unplugged: My Life As an Elephant. ISBN 0-919123-81-3. 1998.
- Cumulative Index: Inner City Books, 1980-1998. Compiled by Daryl Sharp, Publisher. ISBN 0-919123-82-1. 1999.
- Digesting Jung: Food for the Journey. ISBN 0-919123-96-1. 2001.
- Not the Big Sleep: On having fun, seriously (A Jungian romance). ISBN 1-894574-13-3. 2005.
- On Staying Awake: Getting older and bolder. ISBN 1-894574-16-8. 2006.
- Eyes Wide Open: Late Thoughts (Another Jungian romance). ISBN 9781894574181. 2007.
- Jung Uncorked Book One: Rare Vintages from the Cellar of Analytical Psychology. ISBN 9781894574211. 2008.
- Jung Uncorked Book Two: Rare Vintages from the Cellar of Analytical Psychology. ISBN 9781894574228. 2008.
- Jung Uncorked: Rare Vintages from the Cellar of Analytical Psychology — Book Three. ISBN 9781894574242. 2009.
- Jung Uncorked: Rare Vintages from the Cellar of Analytical Psychology — Book Four. ISBN 9781894574273. 2009.
- Live Your Nonsense: Halfway to Dawn with Eros (A Jungian approach to Individuation). ISBN 9781894574310. 2010.
- Trampled to death by Geese: More Eros, and a Lot More Nonsense (A Jungian analyst's whimsical perspective on the inner life). Libro dos de Eros Trilogy. ISBN 9781894574341. 2011
- Hijacked by Eros: A Jungian analyst's picaresque adventures in the pleroma (Libro tres de Eros Trilogy). ISBN 9781894574358. 2012
- Miles to go before i sleep: Growing Up Puer (Another Jungian Romance). ISBN 9781894574365. 2013
- Eros naturally: Jungian Notes from Underground with Sett In My Ways: A Badger's Tail. ISBN 9781894574419. 2013
- Another piece of my heart: with Badger MGee, Sett in His Eros Ways. ISBN 9781894575433. 2014
- Eros: melodies of love: More Jungian Notes from Underground. ISBN 9781894574440. 2015
- Pocket Jung: Pithy Excerpts from the Work of C. G. Jung, with Informed Commentaries by Daryl Sharp. ISBN 9781894574457. 2016
- The brillig trilogy: incluye Chicken LIttle: The Inside Story; Who Am I, Really? Personality, Soul and Individuation; Living Jung: The Good and the Better. 2013
- The sleepnot trilogy: incluye Not the Big Sleep; On Staying Awake; Eyes Wide Open. 2013
- The eros trilogy: incluye Live Your Nonsense; Trampled to Death by Geese; Hijacked by Eros. 2013
- Jung uncorked quartet: incluye Jung Uncorked: libros uno, dos, tres y cuatro. 2013
- The Sharp bundle: incluye The Survival Papers; Dear Gladys; Pocket Jung. 2016

## Edición en español
- Tipos de personalidad. El modelo de los tipos psicológicos de Carl Gustav Jung. Sirena de los Vientos. 2025. ISBN 978-84-88540-45-4.
- Tipos psicológicos junguianos. Santiago de Chile: Cuatro Vientos. 2002. ISBN 9789562420747.
- ¿Quién soy yo realmente? Personalidad, alma e individuacion. Santiago de Chile: Cuatro Vientos. 1999. ISBN 9789562420556.
- Lexicón junguiano. Compendio de términos y conceptos de la psicología de Carl Gustav Jung (2ª edición). Santiago de Chile: Cuatro Vientos. 1997. ISBN 9789562420174.
- Querida Gladys. Análisis junguiano de una crisis de la edad mediana (2ª edición). Santiago de Chile: Cuatro Vientos. 1996. ISBN 978-956-242-003-7.